# Givi Tsjocheli
Givi Tsjocheli (Georgisch: გივი ჩოხელი, Russisch: Гиви Дмитриевич Чохели) (Telavi, 27 juni 1937 -  Tbilisi, 25 februari 1994) was een voetballer van Georgische afkomst, die uitkwam voor de Sovjet-Unie.

## Biografie
Hij begon zijn carrière bij Spartak Nadikvari Telavi, maar speelde bijna zijn hele carrière voor Dinamo Tbilisi, waarmee hij in 1964 de landstitel veroverde. 
Hij speelde ook 19 wedstrijden voor het nationale elftal en werd met zijn team de eerste Europese kampioen in 1960. Samen met Anatoli Masljonkin en Anatoli Kroetikov vormde hij een befaamd verdedigingstrio. Hij speelde ook op het WK 1962. Na zijn spelerscarrière werd hij trainer.